# موتور دادخدا (نصرت‌آباد)
موتور دادخدا روستایی در دهستان دومک بخش نصرت‌آباد شهرستان زاهدان استان سیستان و بلوچستان ایران است.

## جمعیت
بر پایه سرشماری عمومی نفوس و مسکن در سال ۱۳۹۵ جمعیت این روستا ۱۷ نفر (۴خانوار) بوده‌است.